# Lewin Fitzhamon
Lewin Fitzhamon (* 5. Juni 1869 in Aldingham, Cumbria, England; † 10. Oktober 1961 in England) war ein britischer Filmregisseur. Zwischen 1900 und 1914 führte Fitzhamon Regie bei rund 400 Kurzfilmen. Seine bekannteste Regiearbeit war der 1905 von Cecil Hepworth produzierte Film Rescued by Rover.

## Leben
Der 1869 in Aldingham, Cumbria, geborene Lewin Fitzhamon hatte bereits eine Karriere als Künstler in den britischen Music Halls hinter sich, als er 1900 von Robert W. Paul für dessen Filmproduktionen angeworben wurde. Fitzhamon wirkte als Schauspieler in Pauls Filmen mit und führte auch in einigen Filmen Regie, beispielsweise 1900 in dem Kriegsfilm Briton vs. Boer.
Anfang des Jahres 1905 wechselte Fitzhamon zu der von Cecil Hepworth gegründeten Hepworth Manufacturing Company, wo er als Inspizient sowohl vor der Kamera, als auch hinter den Kulissen als Regisseur und Drehbuchautor wirkte. Fitzhamon drehte Filme aus allen zu Beginn des 20. Jahrhunderts populären Genres – neben Stoptrick-Filmen wie That Fatal Sneeze von 1907 und gefilmten Verfolgungsjagden wie in A New Hat for Nothing von 1910 finden sich Filmkomödien, Melodramen, Westerns, Fantasyfilme und dokumentarische Aufnahmen. Gemeinsam mit Hepworth gründete Fitzhamon 1905 Pictorial Politics Association, die den politischen Film im Vereinigten Königreich etablierte.
Fitzhamons größter Erfolg wurde 1905 der Kurzfilm Rescued by Rover, der als der Höhepunkt der frühen britischen Filmgeschichte gilt. An der Produktion der Geschichte eines entführten Babys, das von dem Collie Rover wiedergefunden und gerettet wird, war die gesamte Familie Hepworth inklusive des Familienhundes Blair beteiligt. Die Nachfrage an dem Film war so groß, dass ihn Fitzhamon zweimal nachdrehen musste. Dabei waren die Produktionskosten mit etwas mehr als sieben Pfund äußerst gering, der Profit von 395 verkauften Kopien zu je zehn Pfund dagegen sehr lukrativ. Aufgrund der hohen Popularität des tierischen Helden drehte Fitzhamon in den folgenden Jahren weitere Filme mit Tieren, darunter The Dog Outwits the Kidnappers von 1908, bei der Rover auch seine Fahrkünste unter Beweis stellte, sowie 1906 eine Adaption von Anna Sewells Black Beauty, bei der Fitzhamons eigenes Pferd auftrat.
Fitzhamons Spezialität waren aber die Filmkomödien, bei denen er nicht nur Regie führte, sondern auch die Szenarien mit entwickelte. 1910 erfand er für Hepworth die Figur Tilly the Tomboy, die bis 1915 in zahlreichen Kurzfilmen auftreten sollte. Die Schauspielerinnen Chrissie White und Alma Taylor wurden dank der Tilly-Reihe zu den ersten national bekannten Filmstars in Großbritannien.
1912 verließ Lewin Fitzhamon die Hepworth Manufacturing Company und gründete mit Fitz Films eine eigene Filmproduktionsfirma. Fitzhamon versuchte, mit den Kinderdarstellern Roy und Marie Royston an seine Tilly-Filme anzuschließen, blieb dabei aber ohne Erfolg. Noch im selben Jahr musste er Fitz Films wieder schließen.
Bis 1914 folgten nur noch einzelne Regiearbeiten für andere Studios, danach zog sich Fitzhamon vollständig aus dem Filmgeschäft zurück. Fitzhamon, der 1904 und 1915 zwei Romane veröffentlicht hatte, trat in den folgenden Jahren als Kolumnist in Erscheinung, blieb in den Jahrzehnten bis zu seinem Tod im Jahr 1961 aber weitgehend unbeachtet von der Öffentlichkeit.

## Filmografie (Auswahl)
- 1900: Briton vs. Boer
- 1904: A Race for a Kiss
- 1905: Over the Hedge
- 1905: Rescued by Rover
- 1905: What the Curate Really Did
- 1906: Black Beauty
- 1906: The Squatter’s Daughter
- 1906: A Tragedy of the Sawmills
- 1907: That Fatal Sneeze
- 1908: The Dog Outwits the Kidnapper
- 1908: Father’s Lesson
- 1908: The Man and His Bottle
- 1908: The Tell-Tale Kinematograph
- 1909: A Plucky Little Girl
- 1909: The Miser and the Child
- 1910: A New Hat for Nothing
- 1910: Tilly the Tomboy Visits the Poor
- 1911: A Happy Event in the Poorluck Family
- 1911: Rover the Peacemaker
- 1911: Tilly and the Fire Engines
- 1912: A Day in the Country
- 1912: Children of the Forest
- 1914: A Footballer’s Honour